# Пышта, Михаил Яковлевич
Михаил Яковлевич Пышта (27 декабря 1926, Мариуполь, УССР, СССР — 22 августа 2016, Волгоград, Российская Федерация) — советский и российский художник, монументалист, педагог, заслуженный художник РСФСР .

## Биография
Участник Великой Отечественной войны.  В 1941 году в 15 лет попал в оккупацию, а потом после освобождения Мариуполя вступил в ряды Советской Армии и служил до окончания войны - командир орудия войск ПВО
Член Союза художников СССР. В 1956 г. окончил Ленинградское высшее художественно-промышленное училище им. В.И. Мухиной.
С 1956 г. работал в Волгограде. В 1967 г. — председатель правления Волгоградской организации Союза художников СССР. С 1971—1986 гг. — главный художник Волгограда.
Профессор Волгоградской архитектурно-строительной академии, в котором преподавал более 30 лет.
Работал в области станковой живописи и декоративно-монументального искусства (настенная роспись, мозаика, витраж, рельеф.) Выполнил ряд работ в области монументального искусства в Волгограде, Волгоградской области, Астрахани, Сочи.

## Основные работы
- монументально-декоративная композиция на здании Волжской ГЭС им. XXII съезда КПСС «Энергия мира — труду и прогрессу» (в составе авторского коллектива, Волгоград) (1962),
- мозаичное панно мемориала «Не вернувшимся с Великой Отечественной войны» в Усть-Бузулуке,
- мозаичное панно «Волгоград — город-герой» у здания туристического вокзала (Волгоград) (1984),
- мемориал «Героям Сталинграда — кавалерам трех орденов Славы» на аллее Героев (Волгоград),
- росписи во ДК профсоюзов (1957),
- мозаики “Приглашение гостей”, “Труженики поймы” в здании Центрального рынка (Волгоград, 1973),
- декоративная решетка в Волгоградском цирке (1964),
- роспись в здании учебного офтальмологического центра при Областной клинической больнице (Волгоград, 1971),
- мемориал “Героям Сталинграда – кавалерам трех орденов Славы” на аллее Героев (Волгоград, 1985).

## Награды и звания
Награждён двумя орденами Красной Звезды, орденом Красного знамени, медалями. 
Заслуженный художник РСФСР (1975).

## Семья
Жена Алина Лукинична — живописец, работала реставратором в волгоградском музее изобразительных искусств. Сын Тарас и дочь Екатерина (1960 г.р.) — художники-монументалисты.